# Tsar Bomba
Tsar Bomba (russo:  Царь-бомба, tr. Tsar'-bomba; IPA: [t͡sarʲ ˈbombə], lit.  "Bomba do Czar"; codinome: Ivan ou Vanya), também conhecida pela designação alfanumérica "AN602", foi uma bomba aérea termonuclear e a arma nuclear mais poderosa já criada e testada. O físico soviético Andrei Sakharov supervisionou o projeto em Arzamas-16, enquanto o principal trabalho de design foi de Sakharov, Viktor Adamsky, Yuri Babayev, Yuri Smirnov e Yuri Trutnev. O projeto foi encomendado por Nikita Khrushchev em julho de 1961 como parte da retomada soviética dos testes nucleares após o Tratado de Interdição Parcial de Ensaios Nucleares, com a detonação programada para coincidir com o 22º Congresso do Partido Comunista da União Soviética.
Testada em 30 de outubro de 1961, a bomba comprovou novos princípios de concepção para cargas termonucleares de alto rendimento, permitindo, como referiu o seu relatório final, a criação de um dispositivo nuclear de "potência praticamente ilimitada". A bomba foi lançada de paraquedas de uma aeronave Tu-95V e detonou autonomamente 4 quilômetros acima do cabo Sukhoy Nos da Ilha Severny, Nova Zembla, cerca de 15 quilômetros da baía de Mityushikha, ao norte do estreito de Matochkin. A detonação foi monitorada por agências de inteligência dos Estados Unidos, através de uma aeronave KC-135A (Operação SpeedLight) que estava na área naquele momento. Uma aeronave secreta de reconhecimento dos EUA chamada "Speed Light Alpha" monitorou a explosão, chegando perto o suficiente para ter sua tinta antirradiação queimada.
Os resultados coletados sugeriram que a bomba produziu cerca de 58 Mt (243 PJ), que foi o rendimento aceito na literatura técnica até 1991, quando cientistas soviéticos revelaram que seus instrumentos indicavam um rendimento de 50 Mt (209 PJ). Como eles tinham os dados instrumentais e acesso ao local do teste, seus valores de rendimento foram aceitos como mais precisos. Em teoria, a bomba teria um rendimento superior a 100 Mt (418 PJ) se tivesse incluído o adulterador de urânio-238 que constava do projeto, mas foi omitido no teste para reduzir a precipitação radioativa. Como apenas uma bomba foi construída até o fim, essa capacidade nunca foi demonstrada. Os invólucros restantes das bombas estão localizados no Museu Russo de Armas Atômicas, em Sarov, e no Museu de Armas Nucleares do Instituto Russo de Pesquisa Científica de Física Técnica, em Snezhinsk.
A Tsar Bomba foi uma modificação de um projeto anterior, o RN202, que usava uma caixa balística do mesmo tamanho, mas um mecanismo interno muito diferente. Vários livros publicados, mesmo alguns escritos por pessoas envolvidas no desenvolvimento do produto 602, contêm imprecisões que são replicadas em outros lugares, incluindo a identificação errada de Tsar Bomba como RDS-202 ou RN202.

## Nome
A bomba era oficialmente conhecida como "produto 602" (изделие 602) ou "AN602", e codinome "Ivan". O uso de nomes diferentes pode ser uma fonte de confusão. A Tsar Bomba, sendo uma modificação da RN202, às vezes é erroneamente rotulada como RDS-37, RDS-202 ou PH202 (produto 202).
Extraoficialmente, a bomba mais tarde seria conhecida como "Tsar Bomba" e "mãe de Kuzka" (Кузькина мать, Kuz'kina mat'). O nome Tsar Bomba (traduzido livremente como Bomba do Czar) vem de uma alusão a dois outros artefatos históricos russos, o Canhão do Czar e o Sino do Czar, ambos criados como peças de exposição, mas cujo grande tamanho os tornava impraticáveis para uso real. O nome "Tsar Bomba" não parece ter sido usado para a arma antes da década de 1990. O nome "Mãe de Kuzka" foi inspirado na declaração de Khrushchev ao então vice-presidente dos EUA, Richard Nixon : "Temos fundos à nossa disposição que terão consequências terríveis para vocês. Mostraremos a vocês a mãe de Kuzka!"
A Agência Central de Inteligência (CIA) designou o teste como "JOE 111" usando seu esquema de contagem "JOE", que começou com o RDS-1 em 1949.

## Objetivos
Em meados da década de 1950, os Estados Unidos tinham uma superioridade incondicional sobre a URSS em armas nucleares, embora cargas termonucleares também já tivessem sido criadas pelos soviéticos naquela época. Além disso, não havia meios eficazes de lançar ogivas nucleares contra o território dos Estados Unidos, tanto na década de 1950 quanto em 1961. A URSS não era, portanto, capaz de reunir um possível ataque nuclear retaliatório realista contra os Estados Unidos.
Dada a real desvantagem estratégica da União Soviética em relação às posses de armas nucleares dos Estados Unidos, considerações de política externa e propaganda durante as lideranças de Georgy Malenkov e Nikita Khrushchev responderam ao imperativo percebido de chantagem nuclear dos EUA. A criação da Tsar Bomba representou um blefe para manter o conceito de dissuasão nuclear.
Além disso, em 23 de junho de 1960, foi emitida a Resolução do Conselho de Ministros da URSS sobre a criação de um míssil balístico superpesado N-1 (índice GRAU – 11A52) com uma ogiva pesando 75 toneladas. Para uma avaliação comparativa, o peso da ogiva testada em 1964 pelo ICBM UR-500 foi de 14 toneladas.
O desenvolvimento de novos projetos de munição nuclear e termonuclear requer testes. A operabilidade do dispositivo, sua segurança em situações de emergência e a liberação de energia calculada durante uma explosão devem ser confirmadas na prática.

## Desenvolvimento

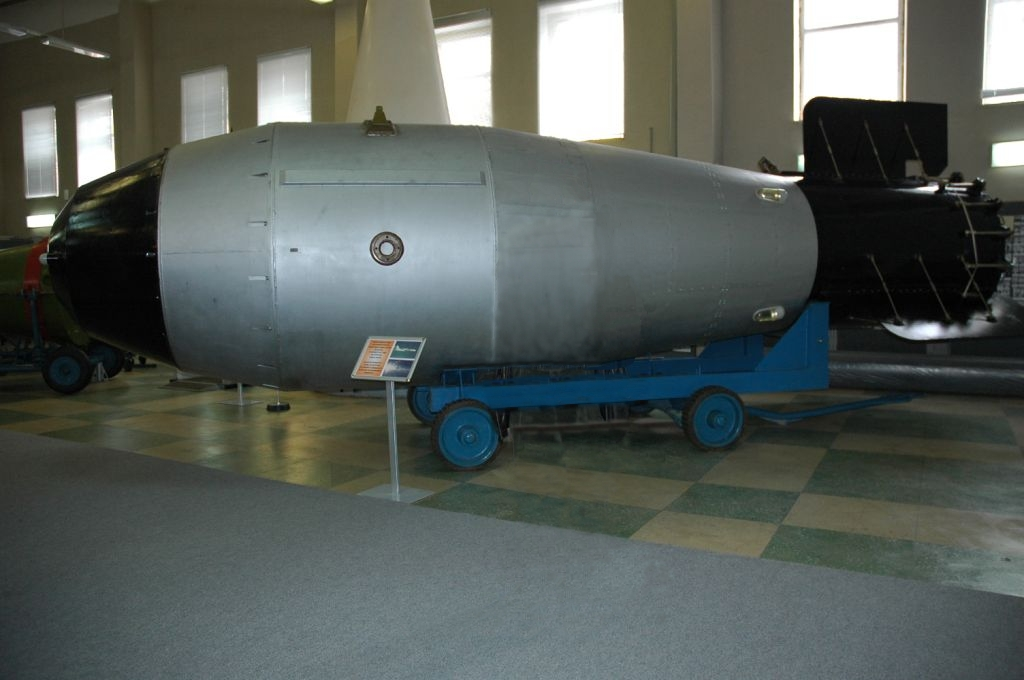
Um invólucro do tipo Tsar Bomba em exposição no museu da bomba atômica de Sarov

O desenvolvimento de uma bomba superpoderosa começou em 1956 e foi realizado em duas etapas. Na primeira fase, de 1956 a 1958, foi o "produto 202", que foi desenvolvido no recém-criado NII-1011. O nome moderno do NII-1011 é "Centro Nuclear Federal Russo ou Instituto Russo de Pesquisa Científica de Física Técnica" (RFNC-VNIITF). De acordo com a história oficial do instituto, a ordem sobre a criação de um instituto de pesquisa no sistema do Ministério da Construção de Máquinas Médias foi assinada em 5 de abril de 1955; o trabalho no NII-1011 começou um pouco mais tarde.
No segundo estágio de desenvolvimento, de 1960 até um teste bem-sucedido em 1961, a bomba foi chamada de "item 602" e foi desenvolvida no KB-11 (VNIIEF), V. B. Adamsky estava desenvolvendo e, além dele, o esquema físico foi desenvolvido por Andrei Sakharov, Yu.N. Babaev, Yu. N. Smirnov, Yu.A. Trutnev.

### Produto 202
Após o teste bem-sucedido do RDS-37, os funcionários do KB-11 (Sakharov, Zeldovich e Dovidenko) realizaram um cálculo preliminar e, em 2 de fevereiro de 1956, entregaram a N. I. Pavlov, uma nota com os parâmetros para cargas de 150 Mt (628 PJ) e a possibilidade de aumentar a potência para 1 gigaton of TNT (4.2 EJ).
Após a criação em 1955 do segundo centro nuclear – NII-1011, em 1956, por resolução do Conselho de Ministros, o centro recebeu a tarefa de desenvolver uma carga de ultra-alta potência, que foi denominada "Projeto 202".
Em 12 de março de 1956, foi adotado um projeto de Resolução Conjunta do Comitê Central do Partido Comunista da União Soviética (Comitê Central do PCUS) e do Conselho de Ministros da União Soviética sobre a preparação e os testes do produto 202. O projeto previa desenvolver uma versão do RDS-37 com capacidade para 30 Mt (126 PJ). O RDS-202 foi projetado com uma liberação de potência máxima calculada de 50 Mt (209 PJ), com diâmetro de 2,1 metros, um comprimento de 8 metros, pesando 26 toneladas com um sistema de paraquedas e estruturalmente coordenado com a aeronave Tu-95-202 especialmente convertida para seu uso. Em 6 de junho de 1956, o relatório NII-1011 descreveu o dispositivo termonuclear RDS-202 com uma potência de projeto de até 38 Mt (159 PJ) com a tarefa necessária de 20–30 Mt (84–126 PJ). Na realidade, este dispositivo foi desenvolvido com uma potência estimada de 15 Mt (63 PJ), após testar os produtos “40GN”, “245” e “205” seus testes foram considerados inadequados e cancelados.
A Tsar Bomba difere de seu projeto original – o RN202 – em vários pontos. A Tsar Bomba era uma bomba de três estágios com um projeto Trutnev-Babaev de segundo e terceiro estágios, com um rendimento de 50 Mt. Isso é equivalente a cerca de 1.570 vezes a energia combinada das bombas que destruíram Hiroshima e Nagasaki, dez vezes a energia combinada de todos os explosivos convencionais usados na Segunda Guerra Mundial, um quarto do rendimento estimado da erupção do Krakatoa em 1883 e 10% do rendimento combinado de todos os outros testes nucleares até à data. Uma bomba de hidrogênio de três estágios usa um estágio primário de bomba de fissão para comprimir um secundário termonuclear, como na maioria das bombas de hidrogênio, e então usa a energia da explosão resultante para comprimir um estágio termonuclear adicional muito maior. Há evidências de que a Tsar Bomba tinha vários terceiros estágios em vez de um único e muito grande. O RDS-202 foi montado com base no princípio de implosão de radiação, que foi testado anteriormente durante a criação do RDS-37. Como ele usava um módulo secundário muito mais pesado do que no RDS-37, não um, mas dois módulos primários (cargas), localizados em dois lados opostos do módulo secundário, foram usados para comprimi-lo. Este esquema de carga física foi usado posteriormente no projeto do AN-602, mas a carga termonuclear do AN-602 em si (módulo secundário) era nova. A carga termonuclear RDS-202 foi fabricada em 1956 e foi planejada para testes em 1957, mas não foi testada e acabou armazenada. Dois anos após a fabricação do RDS-202, em julho de 1958, foi decidido retirá-la do armazenamento, desmontá-la e usar unidades de automação e carregar peças para trabalho experimental (Despacho nº 277 do Ministério da Construção de Máquinas Médias de 23 de maio de 1957). O Comitê Central do PCUS e o Conselho de Ministros da URSS adotaram um projeto de Resolução Conjunta em 12 de março de 1956, sobre a preparação e teste de izdeliye 202, onde se lê:

Adotar um projeto de resolução do Comitê Central do PCUS e do Conselho de Ministros da URSS sobre a preparação e teste do izdeliye 202.

Parágrafos necessários para inclusão no projeto de resolução:
(a) O Ministério de Engenharia Média (camarada Avraami Zavenyagin) e o Ministério da Defesa da URSS (camarada Georgy Zhukov), ao final do trabalho preparatório para o teste do izdeliye 202, devem informar o Comitê Central do PCUS sobre a situação;
(b) O Ministério de Engenharia Média (camarada Zavenyagin) para resolver a questão da introdução de um estágio especial de proteção no projeto do izdeliye 202 para garantir o desarmamento do produto em caso de falha do sistema de paraquedas, bem como suas propostas relatadas ao Comitê Central do PCUS.

Os camaradas Boris Vannikov e Kurchatov foram designados para editar a versão final dessa resolução.

### Produto 602
Em 1960, o KB-11 começou a desenvolver um dispositivo termonuclear com capacidade de projeto de 100 megatons of TNT (418 PJ). Em fevereiro de 1961, os líderes do KB-11 enviaram uma carta ao Comitê Central do PCUS com o assunto "Algumas questões sobre o desenvolvimento de armas nucleares e métodos de seu uso", que, entre outras coisas, levantou a questão da conveniência de desenvolver tal dispositivo. Em 10 de julho de 1961, ocorreu uma discussão no Comitê Central do PCUS, na qual o Primeiro Secretário Nikita Khrushchev apoiou o desenvolvimento e o teste desta bomba superpoderosa.
Para acelerar o trabalho na Tsar Bomba, ela foi baseada no Projeto 202, mas era um novo projeto, desenvolvido por um grupo diferente. Em particular, no KB-11, foram utilizados seis invólucros para a bomba do Projeto 202 já fabricados no NII-1011 e um conjunto de equipamentos desenvolvidos para os testes do Projeto 202.
A Tsar Bomba tinha um projeto de "três estágios": o primeiro estágio é o gatilho de fissão necessário. O segundo estágio consistiu em duas cargas termonucleares relativamente pequenas com uma contribuição calculada para a explosão de 1.5 Mt (6 PJ), que foram usados para implosão de radiação do terceiro estágio, o módulo termonuclear principal localizado entre eles, e iniciar uma reação termonuclear nele, contribuindo com 50 Mt de energia de explosão. Como resultado da reação termonuclear, um grande número de nêutrons rápidos de alta energia foram formados no módulo termonuclear principal, o que, por sua vez, iniciou a reação nuclear de fissão rápida nos núcleos do urânio-238 circundante, o que teria adicionado mais 50 megatons de energia à explosão, de modo que a liberação de energia estimada da Tsar Bomba foi de cerca de 100 megatons.
O teste de uma bomba completa de três estágios de 100 megatons foi rejeitado devido ao nível extremamente alto de contaminação radioativa que seria causada pela reação de fissão de grandes quantidades de urânio-238. Durante o teste, a bomba foi usada em uma versão de dois estágios. A. E. Sakharov sugeriu o uso de material nuclear passivo em vez do urânio-238 no módulo da bomba secundária, o que reduziu a energia da bomba para 50 Mt e, além de reduzir a quantidade de produtos de fissão radioativos, evitou o contato da bola de fogo com a superfície da Terra, eliminando assim a contaminação radioativa do solo e a distribuição de grandes quantidades de precipitação radioativa na atmosfera.
Muitas inovações técnicas foram aplicadas no design da Tsar Bomba. A carga termonuclear foi feita de acordo com o esquema "bifilar" – a implosão de radiação do estágio termonuclear principal foi realizada de dois lados opostos. Essas cargas secundárias produziram compressão de raios X da carga termonuclear principal. Para isso, o segundo estágio foi separado em duas cargas de fusão que foram colocadas nas partes frontal e traseira da bomba, para as quais foi necessária uma detonação síncrona com uma diferença de iniciação de no máximo 100 nanossegundos. Para garantir a detonação síncrona de cargas com a precisão necessária, a unidade de sequenciamento da eletrônica de detonação foi modificada no KB-25 (agora "Empresa Unitária Estatal Federal "NL Dukhov Instituto Russo de Pesquisa Científica de Automação") (VNIIA).

### Aeronave transportadora

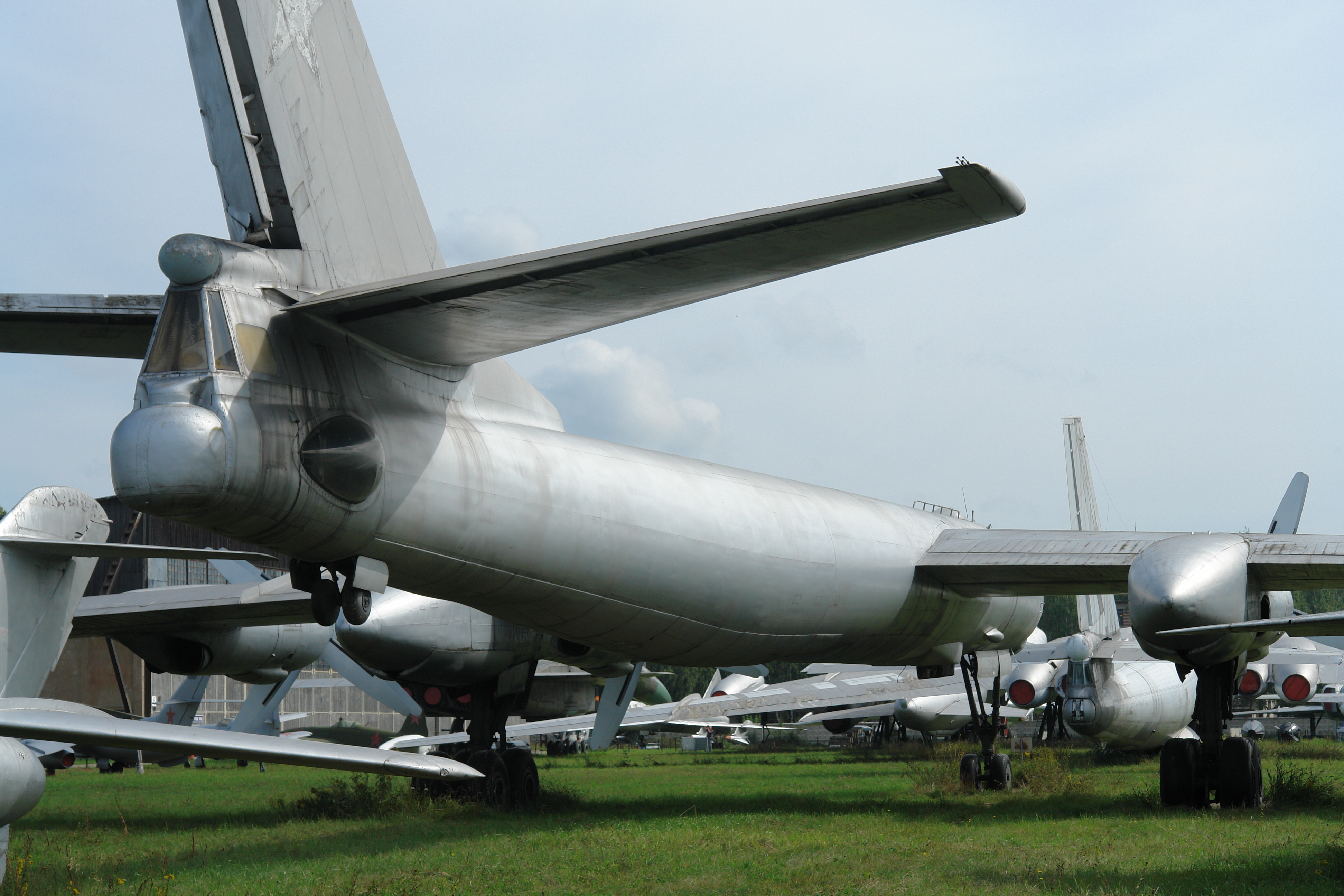
Tupolev Tu-95 (Bear) visto de trás no Museu da Força Aérea Central de Monino (Moscou). Essa é a aeronave que lançou a bomba “Tsar” em 1961.

O projeto inicial de três estágios da Tsar Bomba era capaz de produzir aproximadamente 100 megatons por meio de fissão rápida (3 mil vezes a potência das bombas de Hiroshima e Nagasaki); no entanto, pensou-se que isso teria resultado em muita precipitação nuclear e que a aeronave que transportava a bomba não teria tido tempo suficiente para escapar da explosão. Para limitar a quantidade de precipitação radioativa, o terceiro estágio e possivelmente o segundo estágio tinham um refletor de netrons feito de chumbo em vez de um refletor de fusão de urânio-238 (que amplifica muito a reação de fusão ao fissionar átomos de urânio com nêutrons rápidos da reação de fusão). Isto eliminou a fissão rápida pelos neutrons da fase de fusão, de modo que aproximadamente 97% do rendimento total resultou apenas da fusão termonuclear (como tal, foi uma das bombas nucleares "mais limpas" já criadas,uma vez que gerou uma quantidade muito baixa de precipitação radioativa em relação ao seu rendimento). Houve um forte incentivo para esta modificação, uma vez que a maior parte das consequências de um teste da bomba provavelmente teria caído em território soviético povoado.
Os primeiros estudos sobre “Tópico 242" começaram imediatamente após Igor Kurchatov conversar com Andrei Tupolev no final de 1954. Tupolev nomeou seu vice para sistemas de armas, Aleksandr Nadashkevich, como chefe do Tópico. Análises subsequentes indicaram que, para transportar uma carga tão pesada e concentrada, o bombardeiro Tu-95 que transportava a Tsar Bomba precisava ter seus motores, compartimento de bombas, suspensão e mecanismos de liberação amplamente redesenhados. Os desenhos dimensionais e de peso da Tsar Bomba foram aprovados no primeiro semestre de 1955, juntamente com seu desenho de layout de posicionamento. O peso da Tsar Bomba era equivalente a 15% do peso do Tu-95, como esperado. O porta-bombas, além de ter seus tanques de combustível e portas do compartimento de bombas removidos, teve seu suporte de bombas BD-206 substituído por um novo suporte mais pesado do tipo viga BD7-95-242 (ou BD-242), fixado diretamente às vigas longitudinais de sustentação de peso. O problema de como liberar a bomba também foi resolvido; o suporte da bomba liberaria todas as três travas de forma sincronizada por meio de mecanismos eletroautomáticos, conforme exigido pelos protocolos de segurança.
Uma Resolução Conjunta do Comitê Central do PCUS e do Conselho de Ministros (Nr. 357-28ss) foi emitida em 17 de março de 1956, determinando que o OKB-156 iniciasse a conversão de um bombardeiro Tu-95 em um porta-bombas nucleares de alto rendimento. Esses trabalhos foram realizados no Instituto de Pesquisa de Voo Gromov de maio a setembro de 1956. O bombardeiro convertido, designado Tu-95V, foi aceito para serviço e entregue para testes de voo que, incluindo o lançamento de uma "superbomba" simulada, foram conduzidos sob o comando do Coronel S. M. Kulikov até 1959, e passou sem maiores problemas.
Apesar da criação do avião porta-bombas Tu-95V, o teste da Tsar Bomba foi adiado por razões políticas: a visita de Khrushchev aos Estados Unidos e uma pausa na Guerra Fria. O Tu-95V voou durante esse período para Uzyn, na atual Ucrânia, e foi usado como aeronave de treinamento; portanto, não foi mais listado como aeronave de combate. Com o início de uma nova rodada da Guerra Fria em 1961, o teste foi retomado. O Tu-95V teve todos os conectores em seu mecanismo de liberação automática substituídos, as portas do compartimento de bombas removidas e a aeronave em si foi coberta com uma tinta branca especial e refletiva.No final de 1961, a aeronave foi modificada para testar a Tsar Bomba na fábrica de aeronaves de Kuibyshev.

## Teste

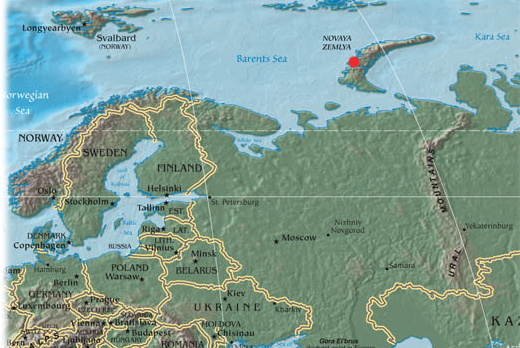
Local da detonação em Novaya Zemlya

Nikita Khrushchev, o primeiro secretário do Partido Comunista, anunciou os próximos testes de uma bomba de 50 Mt em seu relatório de abertura no 22º Congresso do Partido Comunista da União Soviética em 17 de outubro de 1961. Antes do anúncio oficial, numa conversa informal, ele contou a um político americano sobre a bomba e essa informação foi publicada em 8 de setembro de 1961, no The New York Times. A Tsar Bomba foi testada em 30 de outubro de 1961.
A aeronave Tupolev Tu-95 V nº 5800302, carregada com a bomba, decolou do base aérea de Olenya e voou para o Local de Testes Estatais nº 6 do Ministério da Defesa da URSS, localizado em Nova Zembla com uma tripulação de nove:
- Piloto de teste – Major Andrei Yegorovich Durnovtsev
- Navegador líder de testes – Major Ivan Nikiforovich Kleshch
- Segundo piloto – Capitão Mikhail Konstantinovich Kondratenko
- Navegador-operador do radar – Tenente Anatoly Sergeevich Bobikov
- Operador de radar – Capitão Alexander Filippovich Prokopenko
- Engenheiro de voo – Capitão Grigory Mikhailovich Yevtushenko
- Operador de rádio – Tenente Mikhail Petrovich Mashkin
- Operador de rádio – Capitão Vyacheslav Mikhailovich Snetkov
- Operador de rádio – Cabo Vasily Yakovlevich Bolotov

O teste também contou com a presença da aeronave de laboratório Tupolev Tu-16, nº 3709, equipada para monitoramento dos testes, e sua tripulação: 
- Piloto de teste líder – Tenente-coronel Vladimir Fyodorovich Martynenko
- Segundo piloto – Tenente Sênior Vladimir Ivanovich Mukhanov
- Navegador líder – Major Semyon Artemievich Grigoryuk
- Navegador-operador do radar – Major Vasily Timofeevich Muzlanov
- Oerador de rádio – Sargento Sênior Mikhail Emelyanovich Shumilov

Ambas as aeronaves foram pintadas com tinta refletiva especial para minimizar os danos causados pelo calor emitido pela explosão. Apesar disso, Durnovtsev e sua tripulação tinham apenas 50% de chance de sobreviver ao teste.
A bomba, pesando 27 toneladas, era tão grande (8 metros de comprimento por 2,1 metros de diâmetro) que o Tu-95V teve que ter suas portas do compartimento de bombas e tanques de combustível da fuselagem removidos. A bomba foi acoplada a um paraquedas de 800 quilogramas, 1,6 metro quadrado, o que deu tempo para os aviões de lançamento e observação voarem a cerca de 45 quilômetros de distância do marco zero da explosão, dando-lhes 50% de chance de sobrevivência. A bomba foi lançada duas horas após a decolagem de uma altura de 10,5 quilômetros em um alvo de teste dentro de Sukhoy Nos. A Tsar Bomba detonou às 11h32 (ou 11h33; os monitores de terremotos do USGS listam o evento como tendo ocorrido às 11:33:31), horário de Moscou, em 30 de outubro de 1961, sobre o campo de testes nucleares da Baía de Mityushikha (Zona Sukhoy Nos C), a uma altura de 4,2 quilômetros acima do nível do mar (4 quilômetros acima do alvo) (algumas fontes sugerem 3,9 quilômetros acima do nível do mar e 3,7 quilômetros acima do alvo, ou 4,5 quilômetros). A essa altura o Tu-95V já estava a 39 quilômetros de distância e o Tu-16 a 53,5 quilômetros de distância. Quando ocorreu a detonação, a onda de choque atingiu o Tu-95V a uma distância de 115 quilômetros e o Tu-16 a 205 quilômetros. O Tu-95V caiu 1 quilômetros no ar por causa da onda de choque, mas conseguiu se recuperar e pousar com segurança.
Embora cálculos simplistas da bola de fogo previssem que ela seria grande o suficiente para atingir o solo, a onda de choque da própria bomba ricocheteou e impediu isso. A 8 quilômetros a bola de fogo atingiu quase a mesma altitude do avião de lançamento e era visível a quase 1 mil quilômetros de distância. A nuvem em forma de cogumelo tinha cerca de 67 quilômetros de altura (quase oito vezes a altura do Monte Everest), o que significava que estava acima da estratosfera e bem dentro da mesosfera quando atingiu o pico. A capa da nuvem em forma de cogumelo tinha uma largura máxima de 95 quilômetros e sua base era 40 quilômetros de largura.

Um cinegrafista soviético disse:
"As nuvens abaixo da aeronave e ao longe foram iluminadas pelo poderoso flash. O mar de luz se espalhou sob a escotilha e até as nuvens começaram a brilhar e se tornaram transparentes. Naquele momento, nossa aeronave emergiu entre duas camadas de nuvens e, lá embaixo, no vão, uma enorme bola laranja brilhante estava surgindo. A bola era poderosa e arrogante como Júpiter. Lenta e silenciosamente ele subiu... Tendo rompido a espessa camada de nuvens, ele continuou crescendo. Parecia sugar a Terra inteira para dentro dela. O espetáculo era fantástico, irreal, sobrenatural."

## Consequências

### Resultados

A nuvem em forma de cogumelo de Tsar Bomba vista a uma distância de 161 km. A coroa da nuvem é 65 km de altura no momento da foto. (fonte: Departamento de Comunicações da Corporação Estatal de Rosatom 20–08–2020)

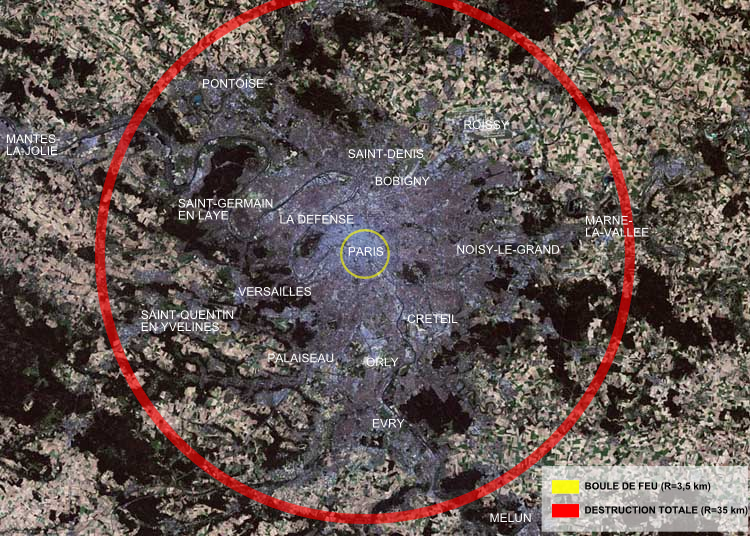
Raio de destruição total, sobreposto a Paris com o círculo vermelho indicando a área de destruição total (raio de 35 km), e o círculo amarelo o raio da bola de fogo (raio de 3,5 quilômetros)

A Tsar Bomba é o dispositivo fisicamente mais poderoso já detonado na Terra, a bomba nuclear mais poderosa testada e a maior explosão causada pelo ser humano na história. Para efeito de comparação, a maior arma alguma vez produzida pelos EUA, a agora desativada B41, tinha um rendimento máximo previsto de 25 megatons. O maior dispositivo nuclear já testado pelos Estados Unidos (Castle Bravo) produziu 15 megatons devido a um envolvimento inesperadamente alto de lítio-7 na reação de fusão; a previsão preliminar para o rendimento foi de 4 a 6 megatons. As maiores armas implantadas pela União Soviética também foram cerca de 25 megatons (por exemplo, a SS-18 com 3 ogivas).
O clarão foi visível a uma distância de mais de mil quilômetros. Foi observado na Noruega, Groenlândia e Alasca. A nuvem em forma de cogumelo da explosão subiu a uma altura de 67 quilômetros. O formato do “chapéu” era de duas camadas; o diâmetro da camada superior foi estimado em 95 km e o da camada inferior em 70 km. A nuvem foi observada a 800 km do local da explosão. A onda de choque explosão deu três voltas ao redor do globo terrestre, sendo que a primeira levou 36 horas e 27 minutos. Uma onda sísmica na crosta terrestre, gerada pela onda de choque da explosão, circundou o globo três vezes.
A onda de pressão atmosférica resultante da explosão foi registrada três vezes na Nova Zelândia: a estação em Wellington registrou um aumento na pressão às 21h57 de 30 de outubro, vindo do noroeste, às 07h17 de 31 de outubro, vindo do sudeste, e às 09h16 de 1º de novembro, vindo do noroeste (todos GMT), com amplitudes de 0,6 mbar (0,60 hPa), 0,4 mbar (0,40 hPa) e 0,2 mbar (0,20 hPa). Respectivamente, a velocidade média das ondas é estimada em 303 metros por segundo, ou 9,9 graus do círculo máximo por hora. A ionização da atmosfera terrestre causou interferência nas comunicações de rádio, mesmo a centenas de quilômetros do local do teste, por cerca de 40 minutos. A contaminação radioativa do campo experimental com um raio de 2 a 3 km na área do hipocentro não foi superior a 1 miliroentgen/hora. Os testadores apareceram no local da explosão duas horas depois; a contaminação radioativa praticamente não representou perigo para os participantes do teste.
Vidros foram estilhaçados em janelas a 780 km da explosão em um vilarejo de Dikson. A onda sonora gerada pela explosão atingiu a Ilha Dikson, mas não há relatos de destruição ou danos a estruturas, nem mesmo no assentamento urbano de Amderma, que fica muito mais perto (280 km) do ponto de aterrissagem. No vilarejo fronteiriço norueguês de Kiberg, os pescadores relataram bacalhaus feridos e os guardas da fronteira relataram ter contraído câncer em grandes quantidades nos anos seguintes, embora esse último nunca tenha sido confirmado como resultado da bomba. Todos os edifícios da vila de Severny, tanto de madeira como de tijolo, estão localizados 55 quilômetros do marco zero dentro do alcance de teste do Sukhoi Nos, foram destruídos. Em distritos a centenas de quilômetros do marco zero, casas de madeira foram destruídas; as de pedra perderam seus telhados, janelas e portas; e as comunicações de rádio foram interrompidas por quase uma hora. Um participante do teste viu um clarão brilhante através de óculos escuros e sentiu os efeitos de um pulso térmico mesmo a uma distância de 270 quilômetros. O calor da explosão pode ter causado queimaduras de terceiro grau a 100 quilômetros de distância do marco zero. Uma onda de choque foi observada no ar no assentamento Dikson a 700 quilômetros de distância; vidraças foram parcialmente quebradas em distâncias de até 900 quilômetros. A focalização atmosférica causou danos de explosão a distâncias ainda maiores, quebrando janelas na Noruega e na Finlândia. Apesar de ter sido detonado 4,2 quilômetros acima do solo, sua magnitude de onda sísmica corporal foi estimada em 5,0–5,25.
O principal resultado científico do teste foi a verificação experimental dos princípios de cálculo e projeto de cargas termonucleares multiestágios. Também confirmou a teoria de que não há limite fundamental para o poder de uma carga termonuclear. Este fato foi provavelmente postulado pela primeira vez em outubro de 1949 (três anos antes do teste Ivy Mike que utilizou o modelo Teller-Ulam), quando no suplemento ao relatório oficial do Comitê Consultivo Geral da Comissão de Energia Atômica dos EUA, os físicos nucleares Enrico Fermi e Isidor Isaac Rabi declararam que as armas termonucleares podem ter potencialmente "poder destrutivo ilimitado".
O poder explosivo da bomba poderia facilmente ter sido aumentado em mais 50 megatons usando uma bainha de urânio-238 em vez de chumbo. Foi decidido conscientemente substituir o material de revestimento e, assim, diminuir o rendimento, a fim de reduzir a precipitação radioativa abaixo de um nível aceitável. A explosão é uma das mais limpas na história dos testes nucleares atmosféricos por unidade de potência. O primeiro estágio da bomba era uma carga de urânio com capacidade de 1,5 megaton, que por si só forneceu uma grande quantidade de precipitação radioativa; no entanto, pode-se presumir que a Tsar Bomba era relativamente limpa - mais de 97% da potência da explosão foi fornecida por uma reação de fusão termonuclear, que não cria uma quantidade significativa de contaminação radioativa. Uma expedição de 2015 que mediu os glaciares de Nova Zembla relatou 65 a 130 vezes mais radioatividade do que o fundo nas áreas vizinhas, devido aos testes nucleares, incluindo Tsar Bomba.
O peso e o tamanho da Tsar Bomba limitaram o alcance e a velocidade do bombardeiro especialmente modificado que a transportava. O lançamento por um míssil balístico intercontinental exigiria um míssil muito mais potente (o Proton começou seu desenvolvimento como esse sistema de lançamento). Estimou-se que a detonação dos 100 megatons originais projetados teria aumentado a precipitação total de fissão do mundo desde a invenção da bomba atômica em 25%. Foi decidido que uma detonação de 100 megatons criaria uma precipitação nuclear inaceitável em termos de poluição de um único teste, bem como uma quase certeza de que o avião de lançamento e a tripulação seriam destruídos antes que pudessem escapar do raio da explosão. A Tsar Bomba foi o culminar de uma série de armas termonucleares de alto rendimento projetadas pela União Soviética e pelos Estados Unidos durante a década de 1950 (por exemplo, as bombas nucleares B41).

### Reações políticas
Imediatamente após o teste, vários políticos dos Estados Unidos condenaram a União Soviética. O primeiro-ministro da Suécia, Tage Erlander, viu a explosão como a resposta soviética a um apelo pessoal para interromper os testes nucleares que ele havia enviado ao líder soviético na semana anterior à explosão. O Ministério das Relações Exteriores britânico, o primeiro-ministro da Noruega, Einar Gerhardsen, o primeiro-ministro da Dinamarca, Viggo Kampmann, e outros também divulgaram declarações condenando a explosão. As estações de rádio soviéticas e chinesas mencionaram o teste nuclear subterrâneo dos EUA de uma bomba muito menor (possivelmente o teste Mink) realizado no dia anterior, sem mencionar o teste Tsar Bomba.
A criação e os testes de uma superbomba foram de grande importância política; a União Soviética demonstrou seu potencial na criação de um arsenal nuclear de grande potência (naquela época, a carga termonuclear mais potente testada pelos Estados Unidos, a Castle Bravo, tinha 15 megatons). Após o teste da Tsar Bomba, os Estados Unidos não aumentaram a potência dos seus próprios testes termonucleares e, em 1963, em Moscou, foi assinado o Tratado de Proibição de Testes de Armas Nucleares na Atmosfera, no Espaço Exterior e no Subaquático.

### Aplicações práticas
A Tsar Bomba nunca foi uma arma prática; era um produto único, cujo design permitia atingir uma potência de 100 megatons. O teste de uma bomba de 50 megatons foi, entre outras coisas, um teste do desempenho do projeto do produto para 100 megatons.
Especialistas começaram a desenvolver mísseis militares para ogivas (150 megatons e mais) que foram redirecionadas para uso espacial:
- UR-500 – (massa da ogiva – 40 toneladas, virtualmente implementada como um foguete transportador – "Proton" – índice GRAU – 8K82)
- N-1 – (massa da ogiva – 75–95 t (74–93 long tons; 83–105 short tons), o desenvolvimento foi reorientado para um porta-aviões para o programa lunar, o projeto foi levado ao estágio de testes de projeto de voo e encerrado em 1976, índice GRAU – 11A52)
- R-56 – (índice GRAU – 8K67)[67]

## Filmes
- Imagens de um documentário soviético sobre a bomba são apresentadas em Trinity and Beyond: The Atomic Bomb Movie (Visual Concept Entertainment, 1995), onde é referida como a bomba monstruosa russa.[68] O vídeo tem alguns problemas com fatos incorretos: ele afirma que o projeto Tsar Bomba violou a moratória voluntária sobre testes nucleares. Na verdade, os soviéticos reiniciaram o seu programa de testes e quebraram a moratória voluntária unilateral 30 dias antes da Tsar Bomba, testando 45 vezes naquele mês. Como a moratória era unilateral, não havia obstáculo legal. Os EUA declararam sua própria moratória unilateral de um ano sobre testes nucleares e, como esse ano havia expirado, os EUA já haviam anunciado que se consideravam livres para retomar os testes sem aviso prévio. Mais tarde, foi declarado que os EUA não tinham retomado os testes na altura do teste da Tsar Bomba.[69] Isso estava incorreto, pois os EUA tinham de fato testado cinco vezes sob a Operação Nougat entre o fim da moratória da URSS em 1 de outubro e o teste da Tsar Bomba em 30 de outubro.
- "World's Biggest Bomb", um episódio de 2011 da série de documentários Secrets of the Dead da PBS, produzido pela Blink Films e WNET, narra os eventos que levaram às detonações do Castle Bravo e da Tsar Bomba.
- Em conexão com a celebração dos 75 anos da indústria nuclear, a Rosatom lançou um vídeo documentário desclassificado em russo sobre o teste da Tsar Bomba no YouTube em agosto de 2020.[70]